# 크로아티아 축구 연맹
크로아티아 축구 연맹(크로아티아어: Hrvatski nogometni savez 흐르바츠키 노고메트니 사베즈, 영어: Croatian Football Federation)은 크로아티아의 축구 협회이다. 현재 크로아티아 1.HNL과 그 하부리그들, 크로아티아 컵을 주관하며 크로아티아 축구 국가대표팀(남자, 여자, 청소년)을 관리한다.